# Mohamad Rashnonezhad
Mohamad Rashnonezhad (3 de abril de 1996) es un deportista iraní que compite en judo. Ganó una medalla de plata en el Campeonato Asiático de Judo de 2017 en la categoría de –60 kg.

## Palmarés internacional
| Campeonato Asiático | Campeonato Asiático | Campeonato Asiático | Campeonato Asiático |
| Año                 | Lugar               | Medalla             | Categoría           |
| ------------------- | ------------------- | ------------------- | ------------------- |
| 2017                | Hong Kong (China)   | Medalla de plata    | –60 kg              |